# Moord als tijdverdrijf
Moord als tijdverdrijf is een hoorspel van Tauno Yliruusi. Het Finse toneelstuk waarop het gebaseerd is, Leikkimurha, dateert van 1960 en werd op 2 januari 1969 onder de titel Mord als Zeitvertreib door de Süddeutscher Rundfunk als hoorspel uitgezonden. Guus Baas vertaalde het en de KRO bracht het in het programma Dinsdagavondtheater op dinsdag 28 februari 1967. De regisseur was Léon Povel. Het hoorspel duurde 59 minuten. Moord voor de grap is eenzelfde soort hoorspel, dat zeven jaar eerder door de TROS werd uitgezonden.

## Rolbezetting
- Paul van der Lek (Loimu, leraar)
- Frans Somers (Alastalo, schrijver)
- Hans Veerman (Haapala, advocaat)
- Wiesje Bouwmeester (mevrouw Bergmann, hospita)
- Peter Aryans (de commissaris)
- Paul Deen (Ventola)

## Inhoud
De jonge medicus Loimu wil zijn vrienden, een arts, een jurist, een beoefenaar van de natuurwetenschappen en een schrijver - aan wie hij een verrassing schuldig is - “als tijdverdrijf” bewijzen, dat een verslaafde niet voor een moord terugdeinst als het erom gaat aan drugs te komen. Daar men het in de discussieronde niet eens kan worden, huurt Loimu een morfineverslaafde als moordenaar in, die zich - voor een hoeveelheid morfine - bereid verklaart Loimu’s erfoom om te brengen…